# Zafhfaroni
Zafhfaroni fue una banda de jazz-rock fusión uruguaya fundada a fines del año 1982.

## Historia
La banda fue creada en 1982 por Luis Firpo en guitarra, José Schmid en batería, Arturo Meneses en bajo, Ricardo León en piano y Luis Alderotti en teclados. Con esa integración editaron el disco Bala Cósmica, lanzado por el sello Orfeo en 1985. Tiempo después la banda cambió su formación incorporándose Jorge Sadi en bajo y Fernando Notaro en teclados, sustituyendo a Arturo Meneses y Luis Alderotti respectivamente. Con esta integración editan su segundo álbum titulado 48 horas. En este álbum también participa Ricardo Nolé en teclados.
Su último álbum fue editado en el año 1990 bajo el nombre Matafuego. En el mismo participa Daniel Jacques en bajo y voz ingresando a la banda en lugar de Jorge Sadi. En esta obra contaron con la participación en teclados de Hugo Fattoruso el cual intervino en dos de los temas del álbum. La banda se separó en 1992.

## Discografía
- Bala Cósmica (Orfeo. 1985)
- 48 horas (Orfeo. 1988)
- Matafuego (Orfeo. 1990)